# 玛秋的抗争
《玛秋的抗争》（日语：マチュのリベリオン）是日本动画连续剧《機動戰士Gundam GQuuuuuuX》的第七集。作为日本動畫工作室日升与凯乐的首次合作作品，本集于2025年5月21日凌晨在日本电视台首播。本集在基西莉亞·薩比与殖民卫星代表的会谈中开场，刺杀基西莉娅的强化人组合以军团战为掩护在殖民卫星内用机动装甲大杀四方，但最终被夏里亚·布尔击退。结局里修司消失在泽克诺瓦现象中，玛秋被夏里亚·布尔捕获入狱，而尼娅安则被泽维尔·奥利维邀请加入基西莉娅阵营。
本集由伊藤慎之助担任分集演出，剧中插曲〈HALO〉由NOMELON NOLEMON演绎，庵野秀明向本剧导演鹤卷和哉推荐了电视动画《机动战士Z高达》中的配乐在本集里被运用。
本集剧情高密度推进，修司失踪、尼娅安被劝诱及精神感应高达登场等引发角色命运剧烈转折。夏里亚·布尔的双杀阴谋深化政治博弈，玛秋被定罪导致主角三人组分崩离析。紧凑的暗杀行动、机甲战斗和原创设定泽克诺瓦增添叙事张力，战争场面震撼。情感刻画仓促，角色动机不明，但致敬经典元素并埋下后续伏笔，成为系列突破性转折篇章。

## 剧情
基西莉娅与六号殖民卫星群的代表会面为太阳镭射项目寻求资金，并对殖民地内激增的军警力量产生怀疑。与此同时，尼娅安驾驶GQuuuuuuX与修司联手对抗驾驶机动装甲“精神感应高达”的杜·村雨以及机动战士“汉布拉比”的盖茨·卡帕。这两个强化人通过参加军团战来实行刺杀基西莉娅的任务。玛秋试图窃取军团战的奖金，却在安琪指责其冲动行为并劝其收手时逃离。尼娅安放弃计划要求修司抛下玛秋撤离，此时红色高达突然引发“泽克诺瓦”现象并带着修司消失。泽维尔在盖茨与杜面前驾驶机动战士保护基西莉娅，此时夏里亚·布尔突然驾驶基克罗格击败了两名强化人。被六号殖民卫星群通缉的玛秋试图驾驶GQuuuuuuX逃亡，就在机体开始响应她的情绪波动时，又被夏里亚制服。夏里亚将玛秋与机体收押，开始策划刺杀基西莉娅和基连以阻止内战，而泽维尔找到尼娅安并邀请其效忠于基西莉娅。

## 制作
本集的演出是曾执导2022年GUNDAM系列动画《机动战士高达 水星的魔女》部分剧集的导演伊藤慎之助。NOMELON NOLEMON的新歌〈HALO〉在本集作为插曲首次出现，5月22日起在各音乐配信平台开始配信。片中腦波傳導型鋼彈登場曲使用的是40年前動畫《機動戰士Z鋼彈》的配樂〈MOBILE SUIT战～交战～〉（モビルスーツ戦～交戦～）。制作方凯乐工作室在官方X账号上发文称这首曲子是庵野秀明推荐给导演鹤卷和哉使用的。前一集出场的杜·村雨与盖茨·卡帕继续由金元寿子和村濑步配音，在本集里分别驾驶精神感应高达以及汉布拉比出击。

## 解说
本集登场的六号殖民卫星群首相佩尔加米诺，在《机动战士高达》第33集《康斯康强袭》首次出场时是一名拥有补给用机库的商人。本集由夏里亚·布尔驾驶的基克罗格以及首次出场的由泽维尔驾驶的强人白瓷装备版，其名字都曾出现在图书《机动战士高达 记录全集5》（機動戦士ガンダム 記録全集５）中导演富野由悠季制作的“富野笔记”里，但是对应的机体则有所不同。

### 对以往作品的致敬
本集里参加军团战的两台敌方机甲，一架机动装甲是源自《机动战士Z高达》中出现的“精神感应高达Mk-II”的改版，另一架机动战士是造型独特的“汉布拉比”改型，同样出自《机动战士Z高达》。在精神感应高达从会飞的大砖块变形为巨型机动战士时，背景响起的配乐是同样出自《机动战士Z高达》的〈モビル・スーツ〉。

## 宣传和播映
本集播映后，官方X账号公开了精神感应高达的场景截图，之后又解禁了本集相关的角色以及出场机体等信息。随着本集的播出，制作方也在5月24日宣称将在同年8月27日发售由“siraph”成员照井顺政与莲尾理之共同为本剧创作的原创音乐集。

### 电台播映与流媒体上架
本集于日本时间5月20日24点29分起在日本电视台旗下30家电视台联网播出。在美国则是5月20日太平洋时间上午9点、山地夏令时上午10点、中部夏令时上午11点、东部时间中午12点，在英国则是夏令时下午5点于Prime Video上架播出。5月23日（周五）22时起在包括万代频道、高达粉丝俱乐部、ABEMA、d动画商城、DMM TV、迪士尼+、FOD、Hulu、Lemino、Netflix、niconico频道、U-NEXT、アニメ放題、WOWOW点播、TELASA、J:COM STREAM、milplus等在内的各大在线平台依次上线播出。

## 评价与反响
本集播出后，第二天上午在X平台上与本集相关的关键词接连上榜。本集也以远超预期的高密度剧情和角色命运的剧烈转折（如修司失踪、尼娅安被劝诱），精神感应高达的震撼登场与致敬元素的巧妙融入，引发观众“内容量远超30分钟承载极限”等反响，成为系列极具突破性的转折篇章。演唱本剧片尾曲的星街彗星，在观看了第7集后评论道：“不，怎样都不行吧”，被认为是对自己演唱的歌曲〈I don't care〉的回应。KUSATTEMOMIKAN（腐ってもみかん）在VirtualGorilla+上发表评论认为第7集虽以精神感应高达的震撼登场和夏里亚的“双杀”阴谋展现系列经典机甲战斗与政治博弈的张力，却因主角机GQuuuuuuX与红色高达的战斗缺位、修司动机不明等叙事漏洞，以及“闪闪亮”主题与新人类概念的模糊处理，导致世界观创新与角色深度失衡，虽延续了对系列平行宇宙的探索野心，却未能摆脱剧情仓促与主题晦涩的局限。Anime News Network上本集的社区评分为4.5分（满分5），劳伦·奥尔西尼（Lauren Orsini）表示本集凭借紧凑刺激的暗杀行动与角色冲突、富有冲击力的动作场面及原创设定“泽克诺瓦”的深化，成功塑造了玛秋的叛逆成长弧与夏里亚的复杂权谋形象，虽三角恋刻画稍显单薄，但高风险剧情转折与新旧角色动态推动故事突破“军团战”框架，以兼具经典致敬与叙事创新的表现，成为系列至今最成功且引人入胜的一集。Bubbleblabber的戴维·卡尔多（David Kaldor）给本集打了8分（满分10分），并评价这一集以激烈的强化人暗杀行动与主角团分裂为核心，虽凭借夏里亚的阴谋反转与“泽克诺瓦”现象营造出颠覆现状的震撼感，却因节奏过快导致角色弧光与情感冲突（如三角恋）刻画仓促，且对经典角色（类似凤·村雨的强化人角色）的处理缺乏深度，尽管剧情冲击力强并埋下与失踪的夏亚相关伏笔，但压缩的叙事使其未能充分发挥潜力，整体呈现出精彩却略显遗憾的观感。But Why Tho?的里奇·哈里珀萨德（Ridge Harripersad）给出的评分为6分，他觉得本集虽通过查利亚的权谋反转与玛秋、尼娅安的矛盾冲突推动高风险剧情，并以“泽克诺瓦”等设定增添叙事张力，但牺牲了角色深度塑造与机甲战斗的完整性，仓促的节奏导致盖茨、杜等新角色退场潦草，三角恋刻画流于表面，整体呈现出剧情推进优先于人物打磨的利弊并存局面，尽管伏笔丰富却未能平衡娱乐性与叙事复杂度。漫画书资源网上本集的评分为8分（满分10分），安杰洛·德洛斯·特里诺斯（Angelo Delos Trinos）认为第7集以六号殖民卫星群爆发的残酷战争为核心，虽在核心三人组情感刻画上稍显仓促，但凭借对经典高达战争叙事的回归、政治阴谋与内斗的深化、媲美《新世纪福音战士》新剧场版的震撼动画表现（如精神感应高达的破坏场景与末日级灾难氛围），以及对角色命运的颠覆性转折（玛秋被定罪、三人组分崩离析），成为系列叙事与视觉的双重巅峰，标志着动画向成人、向战争史诗的成功转型。福布斯的奥利·巴德尔（Ollie Barder）认为虽前期铺垫节奏稍缓，但本集通过引入《机动战士Ζ高达》中的精神感应高达Mk II等经典元素，结合暗杀阴谋与机甲战斗，搭配《Ζ高达》配乐的巧妙插入，使最新集剧情突破平淡渐入佳境，展现出对系列经典的致敬与叙事张力的提升。futaman的KUROHACHI（クロハチ）注意到夏里亚·布尔所驾驶的基克罗格压倒性战斗能力、机体可变机构的巧妙设计及与经典高达系列的关联，凸显其作为故事关键人物的重要性，同时以他对扎比家族的铲除目标增添剧情复杂性与对经典的延续性。Gizmodo的詹姆斯·惠特布鲁克（James Whitbrook）认为这一集作为本剧半程转折点，以玛秋面临的多重危机与吉翁内部权力博弈为基底，巧妙引入《Z高达》中的提坦斯成员及精神感应高达等元素，在延续对原版故事致敬的同时，通过复杂化阵营冲突与道德维度，为剧情注入更具深度的政治阴谋与战争反思，展现出创作团队对系列多元叙事精髓的精准把控与创新演绎。SCREENRANT的约书亚·福克斯（Joshua Fox）认为第7集以震撼的剧情冲突、华丽的视觉呈现和出色的叙事张力，将青少年情感纠葛与战争阴谋完美交织，夏里亚的战力表现与政变伏笔、修司的神秘消失及玛秋与尼娅安的关系决裂等情节，共同塑造了系列迄今为止最具戏剧性的转折点，展现出对角色命运的深度把控与战争主题的突破性探索，使后续剧情充满期待。TheTV的铃木康道认为本集以超乎预期的精神感应高达外装脱落防御、基克罗格人型变形等机关设计，搭配玛秋与尼娅安分道扬镳的紧凑剧情，在全程机动战士战斗中点燃观众热情，既展现震撼战斗场面又推动角色命运转折，成为充满惊喜与戏剧张力的一集。MechaAlliance的Aaron表示这一集在导演鹤卷和哉融入《新世纪福音战士》风格的呈现下，以多线激烈战斗、紧凑跌宕剧情、复杂角色情感冲突及独特机甲设计，带来极具冲击力的观感并为后续剧情埋下丰富伏笔。

## 脚注